# Ostrea puelchana
Ostrea puelchana is een tweekleppigensoort uit de familie van de Ostreidae. De wetenschappelijke naam van de soort werd in 1842 voor het eerst geldig gepubliceerd door Alcide d'Orbigny.